# ダニエル・ウィスラー
ダニエル・ウィスラー（Daniel Wisler, 1980年9月10日 - ）は、アメリカ合衆国の俳優である。

## 出演作品

### 映画
- フィアー・フロム・デプス（ダニー）
- 地球の静止する日